# 神恵内温泉
神恵内温泉（かもえないおんせん）は、北海道古宇郡神恵内村にある温泉。

## 泉質
- ナトリウム - 塩化物強塩泉（弱アルカリ性高張性高温泉）（旧泉質名：強食塩泉）
  - 源泉温度 60.7℃、pH 7.7（弱アルカリ性）、湧出量 148L/min
  - 弱黄色透明、強カン味、無臭[1]

## 温泉地
日帰り入浴施設「リフレッシュプラザ 温泉998」があったが、施設の老朽化による故障等で休館と再開を繰り返していたものの復旧が不可能で、再掘削にはさらに費用が掛かると判断されたことで、2020年4月17日に閉館した。跡地等の活用については未定である。村内には当館以外の日帰り入浴施設として、村の中心部に「かもえない竜神温泉」、珊内地区には「珊内ぬくもり温泉」がある。

## 歴史
- 1992年（平成4年）：神恵内村がボーリングを行ない自噴温泉の掘削に成功。道道998号にちなみ「神恵内温泉998」として開業した。
- 2000年（平成12年）ごろ：「リフレッシュプラザ 温泉998」と改称した[2]。
- 2020年（令和2年）4月17日：「リフレッシュプラザ温泉998」が「温泉井戸管の破損が著しく復旧が困難となり」閉館となる[3]。
- 2025年（令和7年）4月26日：当館の事実上の後継となる施設として「かもえない竜神温泉」が開業[4]。なお、場所は国道229号沿いかつ神恵内港の隣である。

## アクセス
- バス： JR函館本線小樽駅から北海道中央バス「高速いわない号」で約90分、岩内ターミナルで神恵内線に乗り換えて約50分、温泉998下車。2020年（令和2年）10月1日付で温泉998経由は廃止となった[5]。
- 車：札樽自動車道小樽ICから国道5号、国道229号、道道998号を走り約70km、2時間。